# بت‌سون
بت سون یک شرکت سوئدی است که خدماتی مانند کازینو، پوکر، بینگو، شرط‌بندی‌های ورزشی و کارت‌های خراش را از طریق بیش از ۲۰ مارکت بازی آنلاین از جمله بت سیف و نورد بت ارائه می‌دهد. Betsson AB در فهرست بنگاه‌های بزرگ NASDAQ استکهلم قرار دارد.